# Timorgylling
Timorgylling (Oriolus melanotis) är en fågel i familjen gyllingar inom ordningen tättingar.

## Utbredning och systematik
Timorgyllingen förekommer i östra Små Sundaöarna, på öarna Roti, Timor och Semau. Den behandlas numera vanligen som monotypisk, det vill säga att den inte delas in i några underarter. Fram tills nyligen inkluderades dock wetargyllingen (O. finschi) i arten.

## Status
Trots det begränsade utbredningsområdet och att den tros minska i antal anses beståndet vara livskraftigt av internationella naturvårdsunionen IUCN.